# Mackenzie Crook
Paul Mackenzie Crook (Maidstone, 29 settembre 1971) è un attore e illustratore britannico.

## Carriera
Ha interpretato il personaggio di Gareth Keenan nella serie tv britannica The Office e il pirata Ragetti nella saga Pirati dei Caraibi diretta da Gore Verbinski.
Nel 2010 ha siglato un accordo con la casa editrice Faber and Faber per illustrare e scrivere libri per bambini.

## Vita privata
È sposato dal 2001 con Lindsay ed ha due figli.

## Filmografia

### Cinema
- The Man Who Fell in Love with a Traffic Cone, regia di Andrew Hindle (1996)
- Still Crazy, regia di Brian Gibson (1998)
- The Gathering, regia di Brian Gilbert (2002)
- The Principles of Lust, regia di Penny Woolcock (2003)
- La maledizione della prima luna (Pirates of Caribbean: The Curse of the Black Pearl), regia di Gore Verbinski (2003)
- Sex Live of the Potato Men, regia di Andy Humphries (2004)
- Tu chiamami Peter (The Life and Death of Peter Sellers), regia di Stephen Hopkins (2004)
- Il mercante di Venezia (The Merchant of Venice), regia di Michael Radford (2004)
- Neverland - Un sogno per la vita (Finding Neverland), regia di Marc Forster (2004)
- Chronicles of War (Churchill: The Hollywood Years), regia di Peter Richardson (2004)
- I fratelli Grimm e l'incantevole strega (The Brothers Grimm), regia di Terry Gilliam (2005)
- Land of the Blind, regia di Robert Edwards (2006)
- Pirati dei Caraibi - La maledizione del forziere fantasma (Pirates of the Caribbean: Dead Man Chest), regia di Gore Verbinski (2006)
- I Want Candy, regia di Stephen Surjik (2007)
- 2 Young 4 Me - Un fidanzato per mamma (I Could Never Be Your Woman), regia di Amy Heckerling (2007)
- Pirati dei Caraibi - Ai confini del mondo (Pirates of the Caribbean: At World's End), regia di Gore Verbinski (2007)
- Röllin sydän, regia di Pekka Lehtosaari - voce (2008)
- Ember - Il mistero della città di luce (City of Ember), regia di Gil Kenan (2008)
- Solomon Kane, regia di Michael J. Bassett (2009)
- Ironclad, regia di Jonathan English (2011)
- Le avventure di Tintin - Il segreto dell'Unicorno (The Adventures of Tintin: The Secret of the Unicorn), regia di Steven Spielberg - voce (2011)
- Bella giornata per un matrimonio (Cheerful Weather for the Wedding), regia di Donald Rice (2012)
- In Secret, regia di Charlie Stratton (2013)
- One Chance - L'opera della mia vita (One Chance), regia di David Frankel (2013)
- Muppets 2 - Ricercati (Muppets Most Wanted), regia di James Bobin (2014)
- Eat Local - A cena coi vampiri (Eat Locals), regia di Jason Flemyng (2017)
- Ritorno al Bosco dei 100 Acri (Christopher Robin), regia di Marc Forster (2018)
- Tales from the Lodge, regia di Abigail Blackmore (2019)

### Televisione
- Barking – serie TV, 5 episodi (1998)
- Comedy Cafè – serie TV (1999)
- Spine Chillers – serie TV, episodio 1x05 (2003)
- The Office – serie TV, 14 episodi (2001-2003)
- Merlin – serie TV, episodio 2x01 (2008)
- Skins – serie TV, episodi 3x02-3x03 (2009)
- Il Trono di Spade (Game of Thrones) – serie TV, 6 episodi (2013)
- Almost Human – serie TV, 14 episodi (2013-2014)
- Detectorists – serie TV, 20 episodi (2014-2022)
- Britannia – serie TV, 25 episodi (2017-2021)
- Worzel Gummidge – serie TV, 6 episodi (2019-2021)

### Cortometraggi
- Ant Muzak, regia di Ben Gregor (2002)
- Blake's Junction 7, regia di Ben Gregor (2005)
- World of Wrestling, regia di Ben Gregor (2007)

## Doppiatore
- La collina dei conigli (Watership Down) – miniserie TV, 4 puntate (2018)

## Libri
- (EN) Ragetti's Secret Diary, Disney Press, 2008, ISBN 978-1-4231-0931-0.
- (EN) The Windvale Sprites, Faber Faber, 2011, ISBN 978-0-571-24071-5.
- (EN) The Lost Journals of Benjamin Toots, Faber Faber, 2013, ISBN 978-0-571-29558-6.

## Doppiatori italiani
Nelle versioni in italiano delle opere in cui ha recitato, Mackenzie Crook è stato doppiato da:
- Vladimiro Conti in La maledizione della prima luna, Pirati dei Caraibi - La maledizione del forziere fantasma, Pirati dei Caraibi - Ai confini del mondo
- Fabrizio Vidale ne Il mercante di Venezia
- Massimiliano Manfredi in Neverland - Un sogno per la vita
- Luca Dal Fabbro ne I fratelli Grimm e l'incantevole strega
- Alberto Caneva in Land of Blind
- Loris Loddi in Ember - Il mistero della città di luce
- Roberto Certomà in Solomon Kane
- Alessandro Budroni in Le avventure di Tintin - Il segreto dell'Unicorno
- Corrado Conforti in The Office
- Emiliano Coltorti in Merlin
- Andrea Lavagnino ne Il Trono di Spade
- Christian Iansante in Britannia
- Simone Crisari in Almost Human
- Edoardo Stoppacciaro in One Chance - L'opera della mia vita
- Alberto Bognanni in Ritorno al bosco dei 100 Acri